# Phenalen
Phenalen ist eine chemische Verbindung aus der Gruppe der polycyclischen aromatischen Kohlenwasserstoffe (PAK).

## Vorkommen
Phenalen kommt wie viele PAK als Produkt bei der Verbrennung von fossilen Brennstoffen vor. Es oxidiert leicht zu Phenalenon.